# Radio Record
Radio Record (рос. Радио Рекорд) — російська танцювальна радіостанція з центром мовлення зі Санкт-Петербурга. З 2019 року має статус федеральної. Мовить майже у всіх великих містах Росії, а також має окреме мовлення у Молдові та Киргизстані. Раніше мала постійне мовлення в Казахстані, і тестове в Україні, Латвії, Узбекистані та Таїланді.

## Загальний опис
Радіостанція розпочала своє мовлення 22 серпня 1995 року. З початку радіостанція не мала власного музичного формату, і тому транслювала  найрізноманітну музику.
У 1998 році радіостанція провела цілодобове SMS голосування за музичний формат. Слухачів просили проголосувати за той чи інший формат що звучав в етері щогодини. Таким чином більшість слухачів радіостанції проголосувала за танцювальний напрямок з електронним стилем музики.
Майже все своє існування радіостанція мала хороші показники рейтингів у Росії і була найкращою серед всі танцювальних станцій країни.
Саме Radio Record ввів таке поняття як Record Megamix, де за одну годину звучало 100 треків в одному міксі, та Record Club де з вечору до ранку звучали живі DJ сети, та радіошоу провідних світових ді-джеїв.
З жовтня 2011 по серпень 2013 року радіостанція мала  мовлення у Києві, Донецьку, Луганську, Харкові, Запоріжжі та Криму, проте невдовзі припинала мовлення. Причина закриття мовлення була пояснена низькими показниками слухачів на добу а також великою конкурентністю ринку, через що розгортати мовлення по всій Україні було невигідно.
З серпня 2015 по грудень 2016 року радіостанція також вела своє місцеве мовлення у Казахстані. Згодом радіостанція теж згорнула своє мовлення через низькі показники слухачів у данній країні. Опісля на частоті почала мовлення нова казахстанська радіостанція Gakku FM.
Наразі радіостанція окрім РФ також веде мовлення у Придністров'ї, ОРДЛО, та Киргизстані. Також радіостанція разом з соцмережею VK з 2015 року є одним із співзасновників фестивалю VK Fest, в якому, серед інших беруть участь діти та підлітки з окупованих росіянами територій України.
З 2017 року радіостанція поступово почала змінювати формат мовлення у сторону російськомовної музики.
З 31 серпня 2018 року радіостанція остаточно змінила формат перейшовши виключно на Rhythmic CHR замість Hot AC & EDM, що спровокувало велике обурення слухачів. В денному етері стало більше російської поп музики та репу. Також нова музика стала з'являтися у більш комерційному варіанті. З наповнення зникла EDM музика, а так званий Record Mix який весь час змішував треки в етері більше не використовується. Record Club залишився, проте його мовлення скоротилось на половину.
З 2019 року радіостанція отримала статус федеральної.
Станом на 2019 рік рейтинг радіостанції впав і складає 3.7 %